# Lenka Reinerová
Lenka Reinerová (Praag, 17 mei 1916 - aldaar, 27 juni 2008) was een Tsjechisch schrijfster van Joodse afkomst. Zij wordt beschouwd als de laatste Tsjechische schrijver uit een lange traditie die het Duits als schrijftaal hanteert. Bekende voorgangers waren onder anderen Max Brod en Franz Kafka.

## Leven
Reinerová groeide tweetalig op in Karolinenstadt, toen een wijk voor de gegoede middenklasse, als middelste van drie zussen. Ze ging naar Duitse scholen en werd op zestienjarige leeftijd voor het eerst aangetrokken tot het communisme, toen de winkel van haar ouders moest sluiten door faillissement en ze voortaan moest gaan werken om haar brood te verdienen. Haar ouders konden de exclusieve school, alwaar zij lessen volgde, niet langer betalen. Terwijl ze werkte als secretaresse sloot ze zich aan bij een communistische jeugdbeweging die hulp bood aan kinderen van verarmde landbouwers en aan werkloze arbeiders. Veel van de aangesloten jongeren waren kunstenaars en intellectuelen, waardoor Reinerová zich steeds meer in de Duitstalige kring van linkse schrijvers ging bewegen.
Toen ze achttien was kreeg ze van F. C. Weiskopf, redacteur van het communistische Arbeiter Illustrierte Zeitung en een goede vriend, werk bij diens krant. Op het moment dat de Duitsers Tsjechoslowakije binnenvielen in 1939 had zij een opdracht in Roemenië. Ze sloot zich dan aan bij de Tsjechische migrantengemeenschap te Parijs, maar werd opgesloten toen de Duitsers uiteindelijk ook Parijs veroverden. Dankzij de hulp van Weiskopf en andere Tsjechische migranten werd ze een jaar later weer vrijgelaten en ze kon Frankrijk ontvluchten. In 1941 arriveerde ze in Mexico, alwaar ze deel werd van de levendige, doch ideologisch verdeelde vluchtelingengemeenschap van Mexico-Stad. Zij vond werk aan de Tsjechische ambassade en trouwde met Theodor Balk, een Joegoslavische arts die journalist was geworden en had deelgenomen aan de Spaanse Burgeroorlog.
Aan het einde van de Tweede Wereldoorlog trokken Balk en Reinerová, op dat moment zwanger van haar enige dochter, naar Belgrado. Zijn medische ervaring kon men daar goed gebruiken en zij werkte voor een Tsjechisch radiostation.
In 1945, het jaar van de communistische machtsovername in Tsjecho-Slowakije, gingen ze naar Praag. Op dat moment waren er echter hevige spanningen door de slechte relaties tussen Stalin en Josip Tito, die met Joegoslavië een onafhankelijkere koers wilde varen.
Reinerová was vastbesloten om haar bijdrage te leveren aan het voltrekken van een ware socialistische maatschappij. Ze werd echter het slachtoffer van de antisemitische stalinistische zuiveringen in de periode 1951-1953, waarbij 11 personen werden geëxecuteerd en vele anderen in de gevangenis terechtkwamen.
Terwijl zij een gevangenisstraf van 15 maanden uitzat werd haar man gedegradeerd tot laborant, en zij moest na haar vrijlating aardewerk en planten verkopen. In de late jaren 1950 werd de situatie weer meer ontspannen en kon ze opnieuw aan de slag als journaliste. Pas in 1964 werd ze officieel gerehabiliteerd. Nadat Sovjettroepen in 1968 de Praagse Lente hadden neergeslagen, werd ze echter wederom uit de partij gezet en tot 1989 werd haar verboden om nog werken te publiceren. Ze bleef wel verhalen schrijven en om wat geld te verdienen vertaalde ze buitenlandse teksten onder de naam van een vriend. Reinerová was reeds meer dan tachtig jaar oud toen ze eindelijk de erkenning kreeg die ze verdiende.
Medio 2008 overleed Lenka Reinerovà op 92-jarige leeftijd in haar appartement in Praag. In diezelfde stad ligt ze begraven op de Nieuwe Joodse Begraafplaats.

## Werk
Reinerová beschouwt de jaren 1950 in Praag als de donkerste periode uit haar leven. Na alle problemen gedurende de oorlog, waarin ze haar familie verloor vanwege de Holocaust, werd ze ook in haar thuisstad door wat ze beschouwde als ‘haar eigen soort’ opgejaagd. Haar herinneringen uit die periode schreef ze aan het einde van de jaren 1950 neer in All the Colors of the Sun and the Night, wat ze uitzonderlijk in het Tsjechisch deed. Centraal in het boek staat de groeiende vriendschap met een tijdelijke celgenoot, maar de achterliggende boodschap is een aanklacht tegen de onvergeeflijke fouten die zijn gebeurd gedurende de zuiveringen. Reinerová wilde op deze manier ook bewijzen dat zij absoluut onschuldig was, tegenover haar aanklagers, maar ook tegenover zichzelf.
Het eerste boek dat zij schreef na haar terugkeer in Praag was Grenze geschlossen. Dit boek behandelt haar leven in bannelingschap en is een ondubbelzinnige bevestiging van de geest van de Internationale. Het ademt de hoop uit een betere wereld op te bouwen en geldt als een eerbetoon aan de solidariteit onder antifascistische kameraden. Ironisch genoeg werd het boek uitgebracht in 1956, drie jaar nadat Reinerová werd vrijgelaten uit de gevangenis, en tevens het jaar waarin de Hongaarse Opstand werd neergeslagen.
Na haar gevangenschap weerspiegelt haar werk de strijdige ervaringen van communistische idealen en realiteit. In het in losse episoden uitgegeven Ein für Allemal zoekt ze de bronnen van haar overtuiging door de ogen van de tien jaar oude Baborka. Het is geschreven in de warme, instructieve stijl die in die periode populair was en behandelt het opgroeien van Baborka en haar vrienden tot menslievende communisten.
In het Tsjecho-Slowakije van de jaren 1960 kwam er steeds meer ruimte voor creatieve vrijheid, wat uiteindelijk zou culmineren tot de Praagse Lente. Zo ontstond er een hernieuwd vertrouwen in het communistische project en werd meer openlijke zelfkritiek aangemoedigd.
Het is in die periode dat Reinerová voor het eerst de confrontatie durft aan te gaan met de moord op haar jongere zus, die als politiek gevangene te Ravensbrück werd terechtgesteld. Ze gaat naar het concentratiekamp, dat ondertussen is ingericht als museum, alwaar foto’s van haar zus te bezichtigen zijn. Bijna twintig jaar later schrijft ze haar herinneringen aan haar zus neer in Excursion to Swan Lake, dat liefhebbende evocaties van hun zusterschap met de kracht van antieke klaagzangen bevat. Dit boek werd kort voor de val van de Berlijnse Muur, in 1989, in Oost-Duitsland gepubliceerd.
De vader en verscheidene andere familieleden van Reinerová stierven in het concentratiekamp bij Terezín, dat dicht bij Praag gelegen is, terwijl haar moeder van daaruit naar Auschwitz werd overgebracht. Toch zou het duren tot 1995 eer Reinerová daar een bezoek aan zal brengen. Over dit bezoek schrijft ze in haar verhaal Kein Mensch auf der Strasse.
Na de Duitse Hereniging, steeg de populariteit van Reinerová in Duitsland tot ongekende hoogten. Deze vrouw, die trouw bleef aan haar geloof in een menslievend communisme, en die haar persoonlijke integriteit wist te behouden ondanks het verraad door de politieke realiteit, wist een gevoelige snaar te raken bij veel Duitsers.
De wonden van de stalinistische terreur werden naar de achtergrond verdrongen door tedere schetsen van gewone mensen die voor buitengewone uitdagingen komen te staan. Een ander belangrijk element in haar werk is ten slotte de liefde voor Praag, die onder andere tot uiting komt in verhalen als At home in Prague, Sometimes in Other Places, Dream Café of a Prague Woman en It Began in Melanthrichgasse.
Reinerová publiceerde in mei 2005 het boek getiteld Närrisches Prag. Hierin geeft ze een weergave van recente wandelingen door Praag, die in feite een weemoedige lofzang is op de eigenaardigheden van haar thuisstad. De reden voor die tochten door de stad was de overstroming in de zomer van 2002..